# Nicolás Giacobone
Nicolás Giacobone (Buenos Aires; 1975) és un escriptor i guionista argentí. És un dels quatre guanyadors de l'Oscar al millor guió original en 2014 per la pel·lícula Birdman en els 87è Premis Oscar en 2015, juntament amb el director Alejandro González Iñárritu, el seu cosí Armando Bó i Alexander Dinelaris, Jr. Aquesta pel·lícula va guanyar un Globus d'Or el mateix any al millor guió. És autor del llibre de relats Algún Cristo (2001) i de la novel·la El Cuaderno Tachado (2018).

## ida personal
El seu avi matern va ser el director de cinema Armando Bó, el seu oncle és l'actor Víctor Bó i el seu cosí és el guionista amb qui treballa i va compartir l'Óscar, Armando Bó. Giacobone està casat amb la model i actriu Mariana Genesio Peña. Van viure a Nova York, on van casar-se, i en Los Angeles. Després es van mudar a Buenos Aires, la relació va durar gairebé 11 anys. Actualment es troben separats.

## Carrera
Juntament amb el seu cosí Armando Bó, Giacobone va treballar en el guió de Biutiful el 2010 i en El último Elvis el 2011.
Els quatre cineastes de Birdman van treballar després en la sèrie de televisió The One Percent, la primera temporada de la qual va ser transmesa pel canal de televisió estatunidenca Starz en 2014

## Filmografia
- Animal (2018)
- Birdman (2014)
- El último Elvis (2011)
- Biutiful (2010)